# Actias parasinensis
 Actias parasinensis là một loài bướm đêm trong chi Actias thuộc họ Saturniidae. Loài bướm đêm này sinh sống ở Bhutan, Ấn Độ, Thái Lan, Lào và Việt Nam.
Ấu trùng đã được ghi nhận ăn loài Liquidambar.